# マルティン・アンデション
マルティン・アンデション（Martin Andersson, 1979年 - ）は、スウェーデンの元子役。同名の著名人は多く、特にサッカー界には同年代の選手が複数存在するが、本項で述べる人物とは別人である。

## 略歴
1992年、アストリッド・リンドグレーン原作の「ロッタちゃん」シリーズを映画化した『ロッタちゃんと赤いじてんしゃ』『ロッタちゃん はじめてのおつかい』、および並行して制作されたTV版において、ロッタの兄であるヨナスを演じた。1994年にはテレビ番組として制作され後に映画化された『Bert』で主役を演じ、スウェーデンではこの役を演じた俳優として認知されている。成人後は俳優としての活動は行っておらず、後に数学者となった。

## 出演作品

### 映画
- Bert - den siste oskulden (1995)
- ロッタちゃん はじめてのおつかい Lotta 2 - Lotta flyttar hemifrån (1993)
- ロッタちゃんと赤いじてんしゃ Lotta på Bråkmakargatan (1992)

### TV
- Bert (1994)
- Lotta på Bråkmakargatan (1992)

## 論文
- 部分双曲ダイナミクスのロバストエルゴード特性[3] Robust ergodic properties in partially hyperbolic dynamics